# 두문수
두문수(杜文秀, 1823년~1872년)는 자는 운환(雲煥), 호는 백향(百香). 청(淸) 말기 운남성(雲南省)에서 일어난 두문수의 난의 지도자이다.
두문수는 운남성 영창푸(永昌府) 보산(保山)의 회족 농민 출신으로 16세에 생원(生員)이 되었다. 당시 보산현에서는 회족이 한족에게 학살당하는 사건이 빈번히 일어나고 있었다. 1846년, 두문수는 북경(北京)에 이 사실을 호소했지만 받아들여지지 않았으며, 오히려 두문수 자신이 죽을 뻔하기도 했다. 두문수는 이러한 현실 속에서 반청봉기를 계획하기에 이르렀다.
1855년, 한족 광부들과 회족 광부들 사이에 충돌이 발생한 것을 계기로 운남 각지에서 회족 봉기가 일어나기 시작하였다. 1856년 곤명(昆明)에서 청의 관리와 정부군에 의해 회족 무슬림 4천 명이 학살당하는 사건이 발생하자, 두문수는 운남성 서부의 회족 백성들을 규합해 청조에 대한 반란을 일으킨다. 서구 세계에는 ‘판타이의 난’이라 알려진 이 봉기는 회족 외에도 일부 한족이나 그 외의 소수민족들도 가담했다고 알려져 있다. 그 뒤 대리(大理) 등 50개가 넘는 성과 도시가 함락되고, 두문수는 청 왕조로부터의 독립을 목표로 스스로를 '술탄 술레이만'이라 자칭했다. 또한 '무슬림의 지도자'라는 칭호를 중국식으로 한역한 '총통병마대원수(總統兵馬大元帥)'라는 칭호를 사용하였으며, 채발춘(蔡發春)을 대도독(大都督), 마금보(馬金保)를 대장군(大將軍), 이국륜(李國綸)을 대사공(大司空)으로 임명했다. 아울러 이문학(李文學)이 이끄는 이족(彝族) 봉기군과도 제휴하였다.
대리 등 운남성 서부를 기반으로 하는 두문수의 세력은 운남성 동부를 기반으로 하던 또 하나의 회족 반란 지도자로써 곤명을 중심으로 하고 있던 마여룡(馬如龍)의 세력과도 어깨를 견주게 되었지만, 두문수와는 달리 마여룡은 청 왕조의 체제 아래서 이슬람 신앙을 보전하는데 목적이 있었다. 1862년 마여룡은 마침내 청의 운남포정사(雲南布政使) 대리 잠육영(岑毓英)에게 투항했다. 1867년 두문수는 자신의 딸 봉양(鳳楊)과 사위 채정동(蔡廷棟)을 시켜 곤명을 포위하게 했지만 실패했고, 형세는 악화되었다. 1869년, 옛 마여룡 세력의 협력을 얻어 청조는 두문수에 대한 반격을 시작했고, 1872년 두문수 세력의 본거지였던 대리가 함락되자 두문수는 스스로 독약을 먹고 자결했다. 두문수 자결 뒤에도 반란은 2년이 더 지나서야 완전히 진압될 수 있었다.
두문수는 농민 출신이었다는 이유로 1950년대 이후 중국 정부로부터 높은 평가를 받아, 운남성에는 그를 기념하는 문물이 많이 보존되어 있다.